# Josh McDermitt
Joshua Matthew Michael McDermitt (Phoenix, Arizona, 4 de junio de 1978), conocido profesionalmente como Josh McDermitt, es un actor y comediante estadounidense, mayormente conocido por interpretar a Eugene Porter en la serie de televisión The Walking Dead. En 2006, McDermitt apareció en Last Comic Standing como concursante, pero no ganó. McDermitt tuvo un papel importante en la comedia Retired at 35 en los años 2011 y 2012 interpretando a Brandon. La serie fue cancelada después de dos temporadas.
Desde la cuarta temporada, McDermitt interpreta a Eugene Porter en la serie The Walking Dead. McDermitt fue ascendido a personaje regular en la quinta temporada.

## Biografía
Josh McDermitt nació el 4 de junio de 1978 en Phoenix, Arizona. Tiene 5 hermanos. Tiene ascendencia portuguesa y holandesa. McDermitt actualmente reside en Los Ángeles, California. Es miembro de un grupo de comedia de Los Ángeles llamado "Robert Downey Jr Jr". También es un piloto cualificado de globo aerostático.

## Carrera
McDermitt comenzó su carrera en el mundo del entretenimiento, participando en un programa de radio de Phoenix llamado Tim & Willy a una temprana edad. No mucho tiempo después, comenzó a trabajar como productor del programa. 
McDermitt fue semifinalista de la cuarta temporada de Last Comic Standing. En 2009, interpretó el papel de Larry en la película Rehab for Rejects. Más tarde, fue protagonista de la serie Retired at 35 interpretando a Brandon durante los años 2011 y 2012. Luego, la serie fue cancelada.
En octubre de 2013, fue anunciado por los productores de The Walking Dead que McDermitt había sido elegido para interpretar a Eugene Porter en la cuarta temporada de la serie. Su personaje fue ascendido a principal en la quinta temporada.

## Filmografía
| Año       | Título                               | Papel                 | Notas |
| --------- | ------------------------------------ | --------------------- | --- |
| 2006      | Last Cominc Standing                 | Él mismo              | |
| 2009      | Rehab for Rejects                    | Larry                 | Película |
| 2009      | Madison Hall                         | Derek Rightman        | |
| 2010      | Iron Man 2 Table Read                | Jon Favreau           | Vídeo corto |
| 2010      | The Pitch                            | Eric                  | Corto |
| 2011-2012 | Retired at 35                        | Brandon               | Personaje principal |
| 2012      | Desmadre de padre                    | Oficial Event         | Película |
| 2012      | Work It                              | Quiz Emcee            | 2 episodios |
| 2013      | The Third Wheel                      | Mark                  | Corto |
| 2014      | Headshots and Headcuff               | Capitán Collins       | Corto televisivo |
| 2014-2022 | The Walking Dead                     | Eugene Porter         | Recurrente (Temporada 4; 4 episodios) Coprotagonista (Temporada 5-6; 23 episodios) Principal (Temporada 7-11; 58 episodios) |
| 2014      | Mad Men                              | George Payton         | 2 episodios |
| 2016      | Odious                               | Bill                  | Post-Producción |
| 2016      | The Walking Dead: The Journey So Far | Eugene Hermann Porter | Gracias especiales |
| 2017      | Twin Peaks                           | Wise Guy              | 1 episodio |